# Aysheaia
Aysheaia pedunculata jest nazwą wymarłego zwierzęcia, najprawdopodobniej pazurnicy (Onychophora), którego 19 okazów odkryto w środkowokambryjskich pokładach łupków z Burgess w kanadyjskiej Kolumbii Brytyjskiej. Podobne skamieniałości znane są też ze stanowiska Maotianshan w Chinach.

## Budowa
- długość: 1–6 centymetrów;
- ciało podzielone na pierścieniowate segmenty zaopatrzone w guzkowate wyrostki wyrastające po stronie grzbietowej;
- Aysheaia zaopatrzona była w 10 krótkich odnóży oraz jedną parę rozgałęzionych w części przygębowej, zaopatrzonych w pazurowate wyrostki;
- część głowowa słabo wyodrębniona;
- otwór gębowy otoczony był przez zestaw wyrostków.

## Tryb życia
Szczątki Aysheaii odkryto w bezpośrednim sąsiedztwie kambryjskich gąbek, na których, według opinii badaczy, zwierzę pasożytowało. Drążyła w nich prawdopodobnie jamy, w których kryła się przed drapieżnikami. Możliwe jest także, że używała swych pazurkowatych odnóży do rozdzierania twardych tkanek swoich żywicieli, by żywić się ich miękkimi częściami.